# 가와라다촌 (이시카와현)
가와라다촌(河原田村)은 이시카와현 후게시군에 설치되었던 촌이다.